# 香川县
34°16′N 133°57′E / 34.267°N 133.950°E
香川縣（日语：／ Kagawa ken */?）是位於日本四國島東北部瀨戶內海沿岸的一個縣，縣廳位於高松市。「香川」這一縣名取自於位於香川縣中部的「香川郡」，轄區範圍相當於古代令制國中的讚岐國:19。香川縣面積1,876.73平方公里，是日本面積最小的縣，但香川縣的可住地面積比例和人口密度均是日本前列。由於氣候較為乾旱，香川縣內儲水池星羅棋布。香川縣是自本州進入四國的要道，因此有「四國門戶」之稱。在鐵路公路兩用橋瀨戶大橋開通之後，香川縣往來本州的交通更加便利。香川縣的飲食文化以讚岐烏龍麵而著稱。

## 歷史

### 古代史

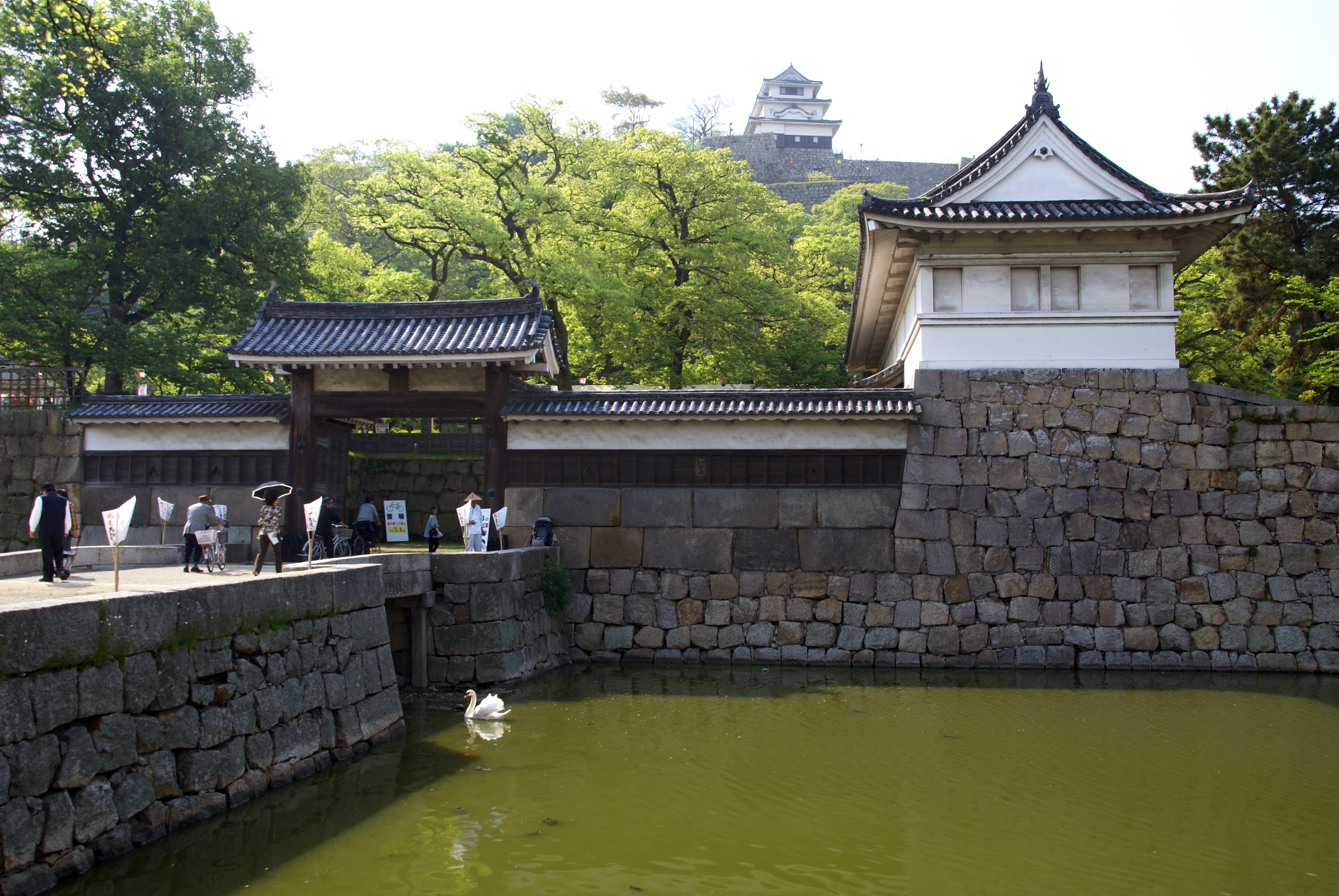
丸龜城

香川縣內的舊石器時代的遺跡多集中來瀨戶內海沿岸地區，其中較為知名的有國分台遺跡、井島遺跡等地:22。冰河時代之後，瀨戶內海水面上升，香川的自然生態發生很大變化，人類為尋求食物不得不從丘陵搬到沿海地區，香川縣進入繩文時代:22。香川縣的繩文時代早期遺跡有大浦台遺跡、神子濱遺跡等，後期遺跡有船越遺跡等:23。彌生時代之後，水稻種植文化傳入香川，這一時期的主要遺跡有紫雲出山遺跡等地:23。香川縣內發現了超過80座前方後圓墳，數量遠多於四國其他地區，四國地方最大的古墳富田茶臼山古墳也位於香川縣:24。
據《日本書紀》記載，667年時，為防備白村江之戰後唐朝和新羅的進攻，當局在屋島修築屋島城。日本實施律令制之後，香川縣屬於讚岐國。讚岐國的國分寺遺跡位於現在高松市的國分寺町。自奈良時代開始，讚岐國就開始修築儲水池以發展農業:27。讚岐國還是佛教高僧輩出的地區，其中又以空海最為著名:27。
10世紀之後，律令國家日趨荒廢，地方豪族的武士團則日益興起，成為各地的主要實力者:29。1185年（文治元年），屋島成為源平合戰中屋島之戰的主戰場:29。鎌倉時代時，北條氏曾任讚岐國守護:31。建武新政之後，細川氏成為讚岐國的守護大名，並持續至室町時代:32。在戰國時代，讚岐國原本呈現東讚的安富氏和西讚的香川氏及眾多中小豪族並立的局面:34。但自16世紀中期開始，阿波國的三好氏和土佐國的長宗我部元親相繼侵入讚岐國，成為讚岐國新的統治者:36。在豐臣秀吉攻入四國之後，讚岐國被置入中央政權的控制之下。1587年（天正15年），豐臣秀吉封生駒親正為讚岐國主。生駒親正在入封讚岐之後興建高松城及城下町，並對境內農地進行檢地，還積極進行新田開拓，對之後讚岐國的開發有重要作用:38。
1640年（寬永17年），生駒氏因發生內訌而被被改封出羽國，讚岐國出現由東讚的高松松平家（高松藩）和西讚的山崎氏（後改為京極氏）（丸龜藩）分治的局面。1694年（元祿7年），丸龜藩分出支藩多度津藩，確立了江戶時代讚岐國三藩並立的局面:39。讚岐各藩均積極興建儲水池以發展農業。日本最大的儲水池滿濃池始建於8世紀初期，但在12世紀後期堤壩決口之後荒廢，變為陸地，直到江戶時代才得以重建:40。讚岐國在瀨戶內海中的島嶼在江戶時代是幕府的直轄領地，也是重要的水運貿易據點:41。江戶時代時，讚岐國的主要特產是棉花、鹽、砂糖，合稱「讚岐三白」:43。

### 香川縣的成立

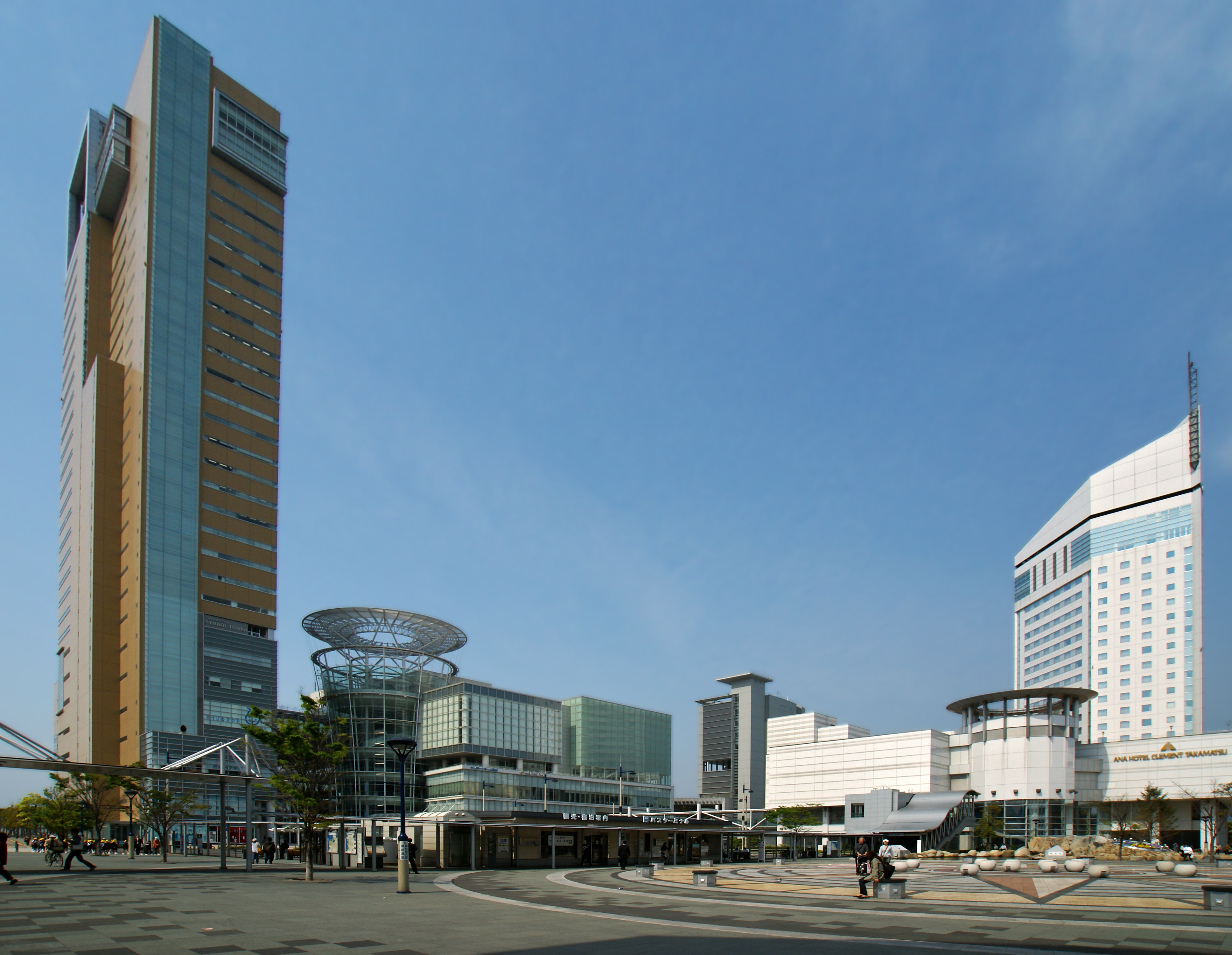
Sunport高松

1871年，日本實施廢藩置縣，香川縣最初分為丸龜、高松兩縣。同年11月，兩縣合併為香川縣:50。1873年，香川縣被合併入名東縣。因香川和名東兩地對抗激烈，1875年，香川縣被分出名東縣。然而1876年，香川縣再次被併入愛媛縣:50。1882年，因香川地區距縣廳松山遙遠且縣廳的稅收使用偏向愛媛地區，香川地區的分縣運動開始興起，並在1888年得以成功，香川縣再次恢復設置，也是日本除了因美國佔領而一度被廢的沖繩縣之外最後設立的一個縣。
明治維新之後，香川縣快速開始近代化。1871年，香川設立了四國首個郵局:52。1889年，香川縣內首條鐵路通車:53。隨著貿易的發展，香川縣的產業也發生重大變化。因外國產廉價棉花和砂糖的流入，香川縣的棉、糖產業遭到嚴重打擊，而鹽業卻反而得到發展:54。大正時代之後，隨著工業的發展，香川縣罷工頻發，且1918年的米騷動也波及到了香川縣，導致香川縣社會運動此起彼伏:56。香川縣是「地主王國」，大正8年時縣內69%的土地由地主所有，因此農民和地主之間的糾紛也同樣頻發:56。1928年，高松市舉辦了全國產業博覽會，吸引超過48萬人參觀，是當時高松市人口的6倍多，亦促進了香川縣經濟發展:59。第二次世界大戰爆發之後，香川縣也一度實施糧食配給制，民眾生活遭到嚴重影響:59。1945年7月，高松市遭到大規模空襲，1,359人遇難，市區約80%的面積被燒毀。
高松市在戰後對城市格局進行了重新規劃，確立了現在的棋盤狀都市格局。另一方面，丸龜市、坂出市、觀音寺市等地則得以保留戰前的城市格局:60。1946年，香川縣也受到南海地震的波及，縣內有51人遇難:60。1949年香川縣和高松市共同舉辦的觀光大博覽會和發布於1953年的縣綜合開發方針象徵香川縣開始戰後復興歷程:60。在GHQ佔領時期，香川縣實施了大規模土地改革，終結了土地紛爭的歷史:60。香川縣在1950年代後相繼提出了填海工業區、瀨戶大橋、香川用水、四國橫貫·縱貫高速公路、高松新機場等大型建設計劃。開通於1974年的香川用水，使得香川縣內的農業用水不足問題有大幅改善:60。香川縣雖未被指定為新產業都市，但通過自力興建填海工業區提供了造船、化工等工業用地，重工業明顯發展:61。1988年，世界最長的鐵路公路兩用橋瀨戶大橋開通，使得四國和本州之間的交通大幅改善，也打通了日本四大主要島嶼的陸路交通連為一體。進入平成時代之後，隨著新高松機場和四國X高速的竣工，香川縣的交通便利度更加提高。但明石海峽大橋的開通也使得四國和本州之間的交通動線發生很大變化，途經德島縣、淡路島的路線成為自四國前往本州新的主要陸路交通路線，也影響了香川縣的四國門戶地位:388。在平成大合併期間，香川縣的市町村數量大幅減少，並出現了讚岐市、東香川市等大型對等合併的案例:415。

## 地理

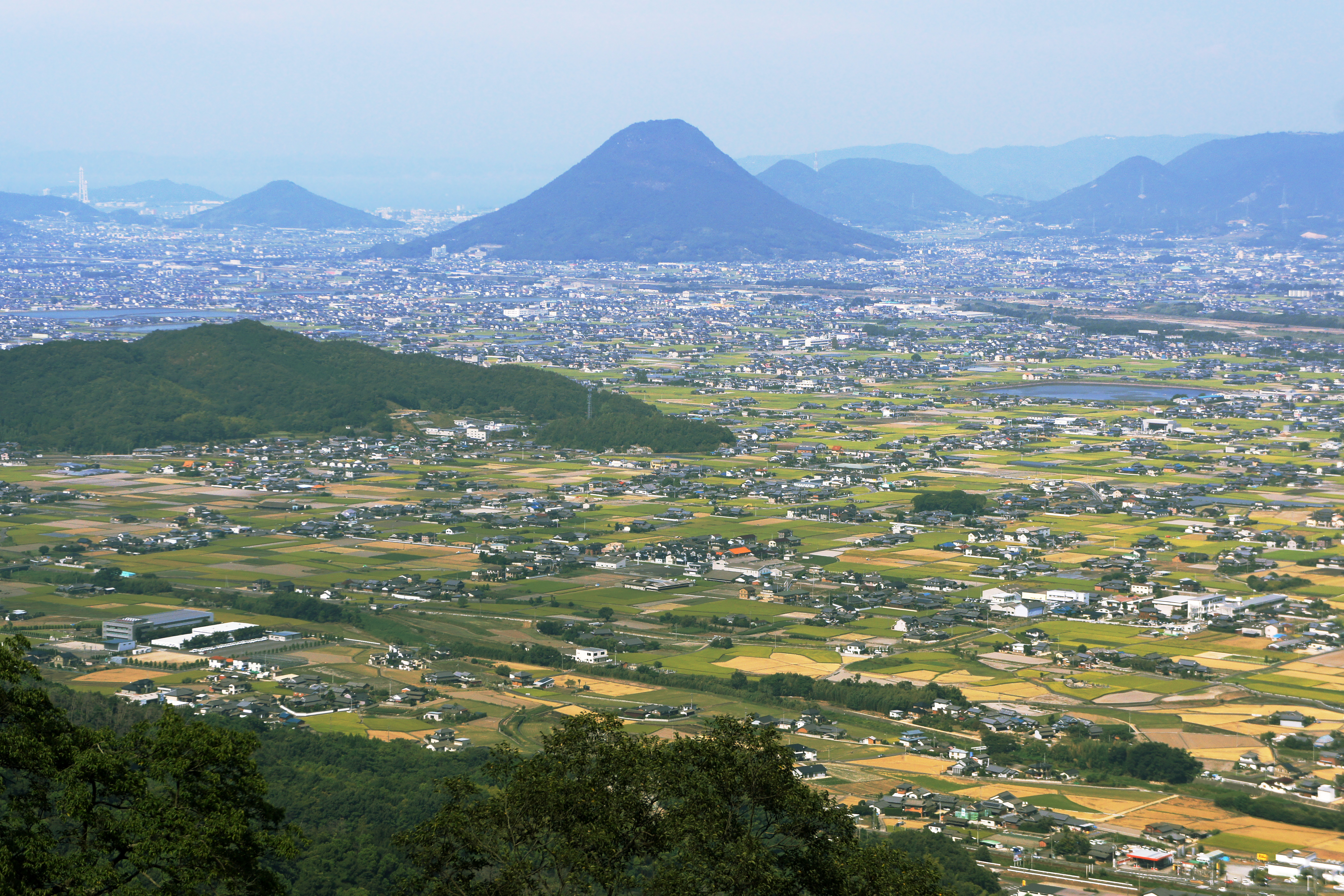
讚岐富士及讚岐平原

香川縣東西最寬處長約92.1公里，南北最長處長約61.3公里:19。香川縣原本是日本面積倒數第二小的一級行政區。但在1988年，由於國土地理院變更計算方法，有未定界線的直島町不被算入香川縣總面積，大阪府面積超過香川縣。之後因關西國際機場等填海地的增加，大阪府面積進一步增加，現在已完全超過香川縣。香川縣大部分地區位於讚岐半島，縣內有約一半面積是平原，地形較為平坦:410。讚岐平原地區熔岩台地地形眾多，包括有「讚岐富士」之稱的飯野山在內的「讚岐七富士」等地形均屬於熔岩台地:19。讚岐山脈是香川縣和德島縣的分界線，山脈中的龍王山標高1,060米，是香川縣的最高峰:410。香川縣只有土器川一條一級河川。土器川全長33公里，流域面積127平方公里。香川縣內有约1.4萬個儲水池，數量居日本第三，密度則是日本之冠。瀨戶內海是日本著名的多島海，香川縣有24個有人島和114個無人島，其中面積最大的離島是小豆島。多島的地形使得香川縣海岸線頗為複雜，全長724公里。

### 氣候

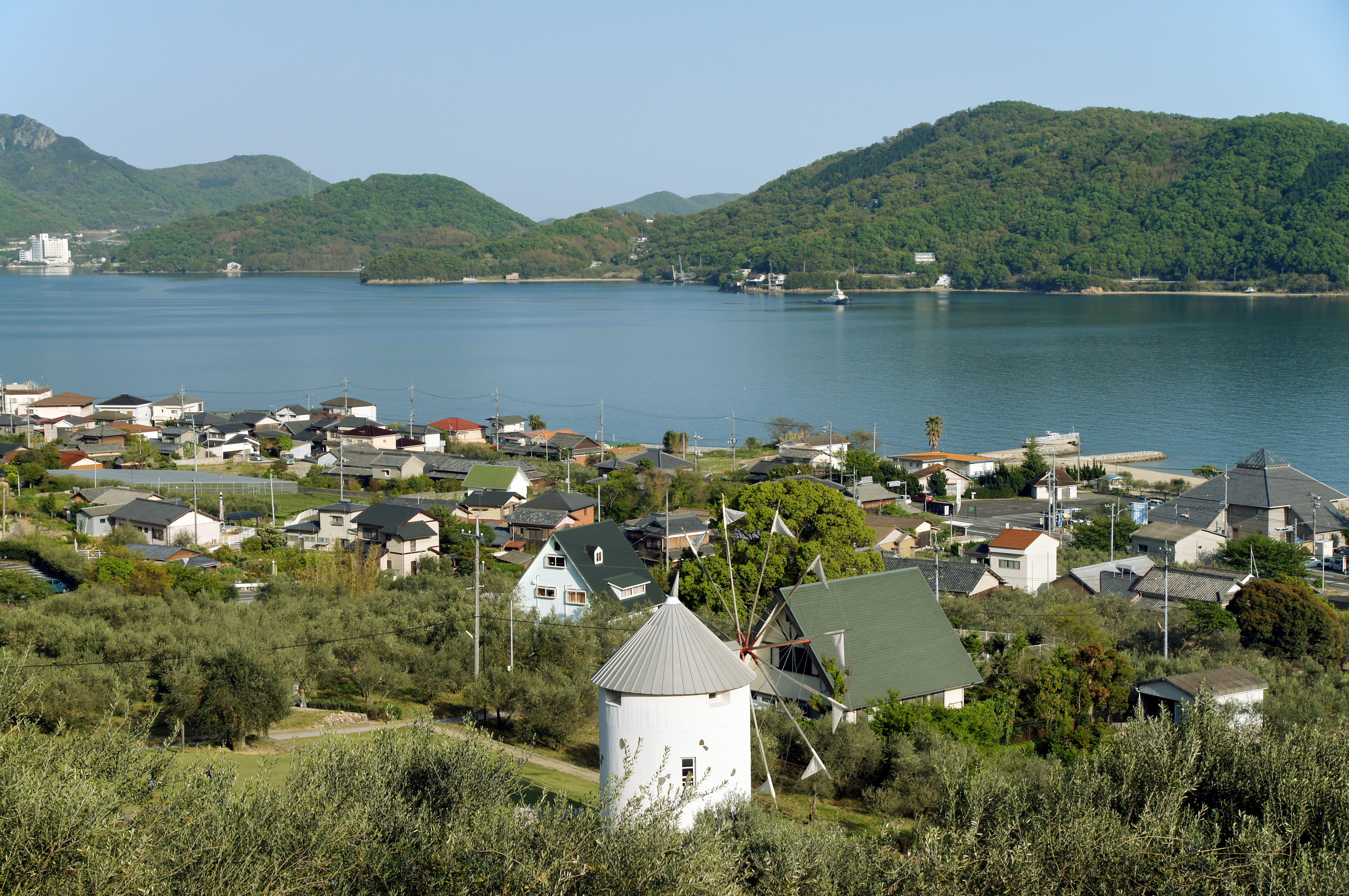
小豆島橄欖園

香川縣屬於典型的瀨戶內式氣候，年降水量約1,150毫米且高度集中在梅雨和颱風過境時期，只有日本平均值的約三分之二，而全年日照時間超過2,000小時，氣候晴朗少雨:410。這一氣候特徵使得香川縣在古代適合展開曬鹽，但也導致香川縣乾旱頻發。1973年，高松市曾發生連續63天進行用水限制的大乾旱。逢颱風過境時有時會有風浪和高潮重合的情況，導致市區出現浸水。

## 人口
1920年日本首次人口普查時，香川縣有人口近68萬人。二戰前香川縣人口增長緩慢，但戰後則因外地人口返鄉和嬰兒潮暴增，1950年時增加到約94萬人。此後香川縣人口一度因人口外流而出現減少，直到1970年代後才重新增加，是四國最早實現人口重新增加的縣。1980年，香川縣人口突破百萬大關:60。1999年時，香川縣人口達到103萬人的峰值。此後因老齡化、少子化問題，香川縣人口再次開始減少。2017年5月1日時，香川縣有人口969,173人。香川縣自2003年開始人口的自然增長率轉為負數，且自2000年之後就出現人口淨流出。2014年，香川縣的總和生育率有1.57，高於日本平均值1.42。

## 政治

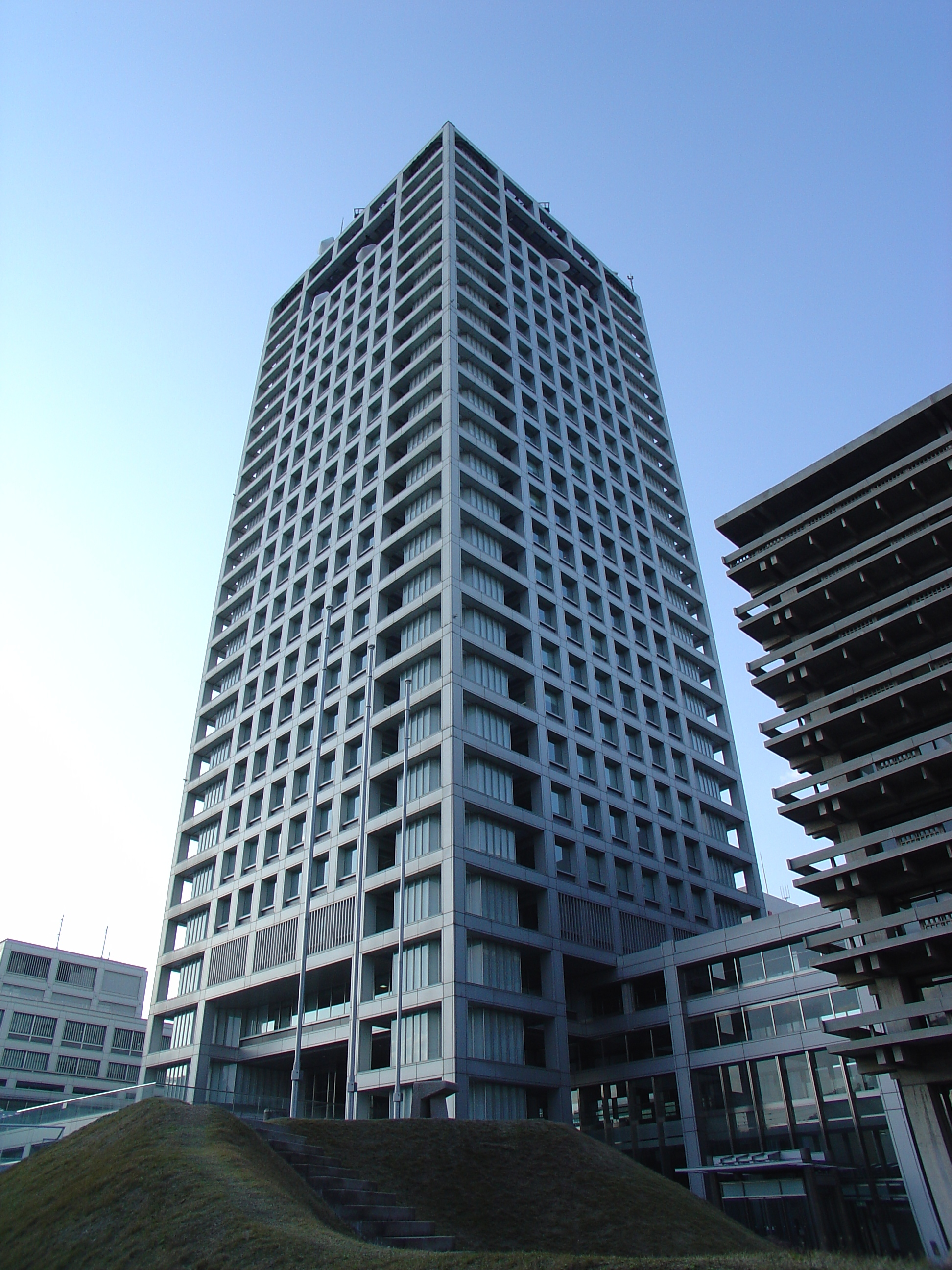
香川縣廳

1996年日本導入小選舉區制之後，在眾議院選舉中，香川縣被劃分為3個選舉區。這三個選舉區中，香川縣第1區和香川縣第3區是自民黨擁有壓倒性優勢的保守王國，香川縣第2區在過去曾是自民黨的優勢選區，但自2009年之後，非自民黨候選人玉木雄一郎已經連續三次在該選區當選。2021年眾議院總選舉時，香川縣三個選舉區的議席由自民黨、立憲民主黨和國民民主黨。在參議院選舉中，香川縣屬於香川縣選舉區，共有2名議員。目前自民黨壟斷了香川縣選舉區的參議院議席。
香川縣知事也多由保守派人士擔任。現任香川縣知事是池田豐人。他在2022年首次當選並在2014年、2018年順利連任。香川縣議會共有41名議員，其中自民黨是最大黨派，有20名議員。2015年度，香川縣財政收入4,704億日元，支出4,587億日元。2014年，香川縣財政力指數有0.44，略低於日本平均值0.47。

### 行政區劃
香川縣一般被分為東讚和西讚兩個地區。東讚指香東川流域以東地區，包括高松市、讚岐市、東香川市、土庄町、小豆島町、三木町、直島町:414。西讚指綾川流域以西地區，包括丸龜市、坂出市、善通寺市、觀音寺市、三豐市、宇多津町、綾川町、琴平町、多度津町、滿濃町:414。

## 經濟
2014年度，香川縣縣內生產總值36,723億日元，人均縣民所得有289萬日元，和日本平均值幾乎相同。 

### 第一產業
2014年，香川縣農業生產額有758億日元，佔香川縣經濟總量的1.2%。香川縣地形平坦，耕地面積比例也多於日本平均，但戶均耕地面積不到日本平均值的一半。香川縣農業中以蔬菜的比例最高，其次是雞、稻米。香川縣由於降水較少，小麥種植的比例較高，讚岐之夢2009是香川縣特產的小麥品種，主要用於生產讚岐烏冬。香川縣的萵苣、青花菜生產量位居日本前列。香川縣生產的主要水果包括溫州蜜柑、桃、柿、葡萄等。香川縣還是肉牛生產縣，生產讚岐牛等高級牛肉。2014年，香川縣的水產業生產額有181億日元，其中以沙丁魚漁獲量最多。

### 第二產業

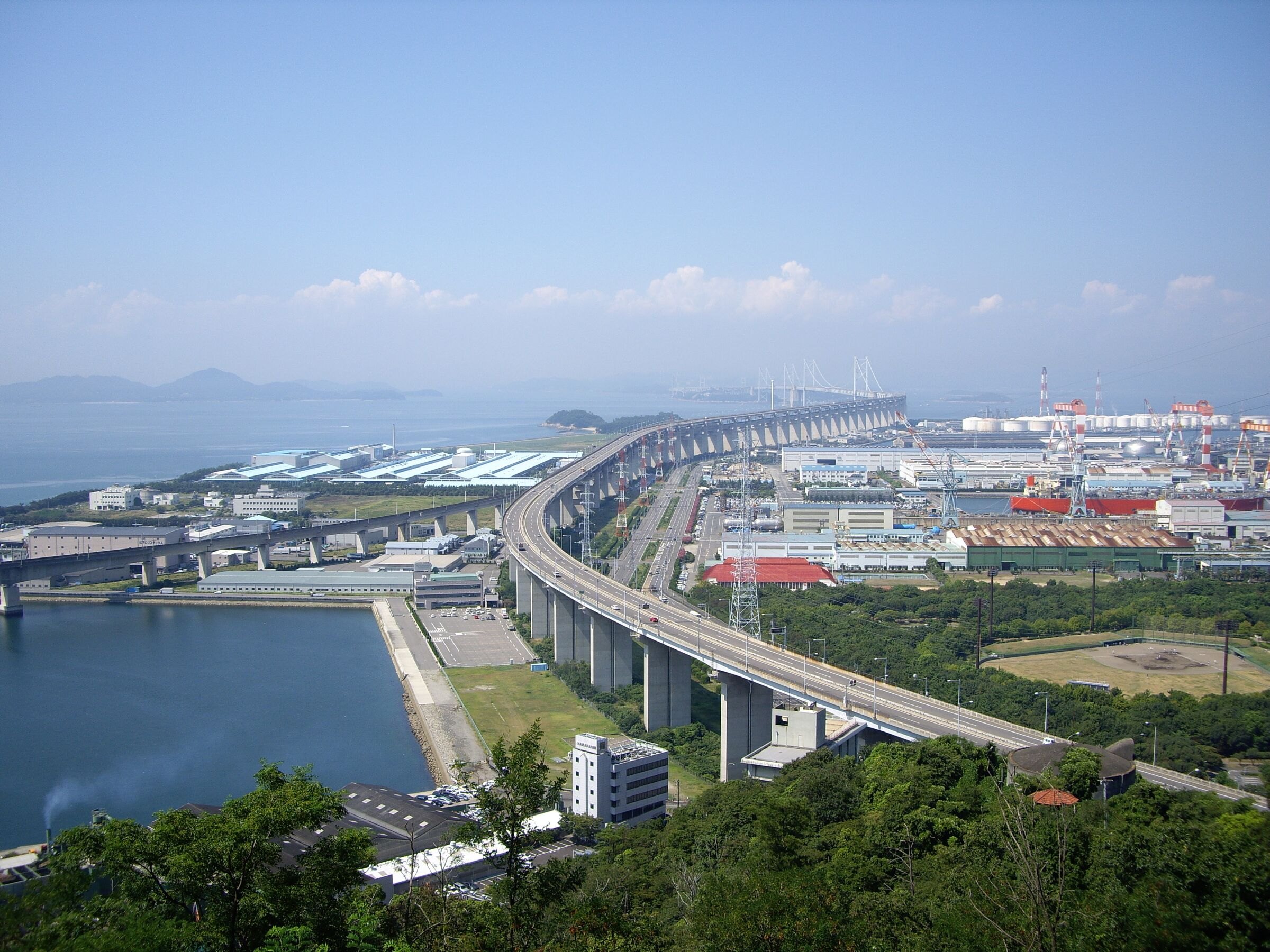
瀨戶大橋及橋墩附近的工業區

2012年，香川縣的工業品生產金額有30,011億日元，其中以石化產業、非鐵金屬製造業、食品製造業最為發達。就地區分佈來看，則是以坂出市的金額最高。香川縣在江戶時代就有團扇製造等手工業。明治時代後，為填補棉花、砂糖產業蕭條的空白，香川縣曾發展手套製造等產業:446。1960年代，香川縣開始開發位於坂出市和宇多津町的番州臨海工業區，並吸引川崎重工、三菱系企業、四國電力等大企業進駐，現在該地已成長為香川縣重工業的核心地區:434。香川縣的其他地區亦效仿番州臨海工業區，填海造地以設置眾多工業區，使得香川縣得以從農業縣變為工業縣:434。

### 第三產業
香川縣內有百十四銀行和香川銀行兩家地方銀行。日本的中央銀行日本銀行在高松市設有分行，是統轄四國地方業務的分行。2014年，香川縣全年商品銷售額有30446.83億日元，位居日本第27位。高松市集中了香川縣批發銷售額的近八成，零售銷售額的過半數。高松中央商店街是四國規模最大的商店街，而youme Town高松則是四國最大的大型郊外購物中心。2015年，香川縣觀光客人數達920.3萬人，是史上第二高的記錄，僅次於瀨戶大橋通車時的1988年。

## 文化

### 方言
香川縣的方言是讚岐方言，是四國方言的一種。讚岐方言受到近畿方言和對岸岡山方言的影響較強，在發音上屬於讚岐式重音。縣內東西兩地的方言也略有不同:92。

### 飲食

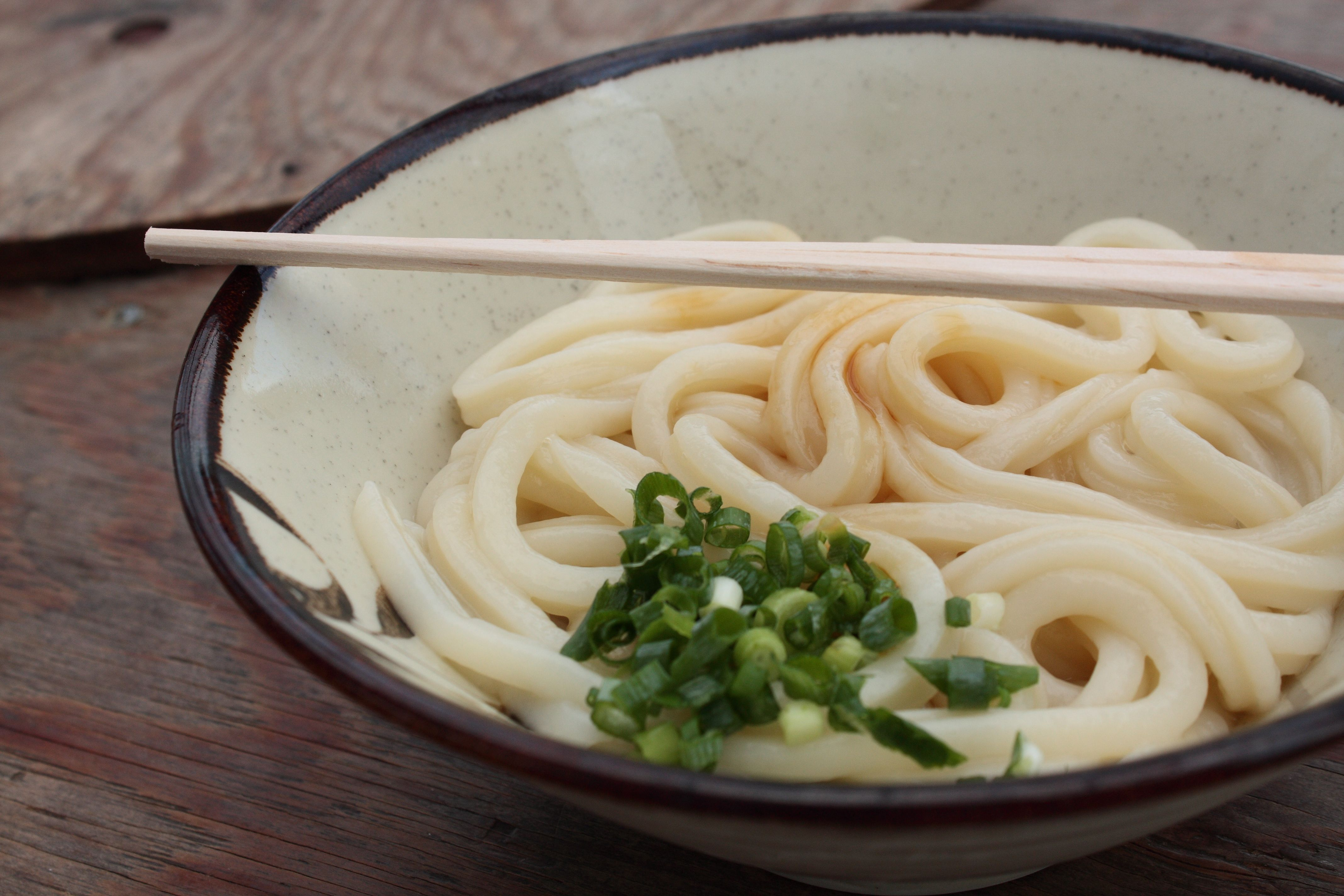
讚岐烏冬

香川縣的飲食文化以讚岐烏冬而著稱。在民間傳說中，讚岐烏冬起源於空海（弘法大師）在唐朝留學後將當地的麵食帶回日本，但真正歷史已不可考。今日讚岐烏冬的歷史則開始於約300年前的元祿時代。小麥及食鹽產地的這一地理特徵使得香川縣具備了生產烏冬的原料。讚岐烏冬的特徵包括發麵時加水量較多、麵質較為筋道、使用佐料（生薑、蔥）較多等特徵。現在香川縣的烏冬產量和人均消費量都是日本第一。除了烏冬之外，香川縣還有醬油豆、帶骨雞等具地區特色的菜餚。

### 博物館
香川縣立博物館設立於2008年，由三個博物館統合而成，位於高松市玉藻町，主要展示有關香川縣歷史、文化、美術的藏品，和高松城及香川香川縣縣民劇場共同構成一大文化地區。香川縣立東山魁夷瀨戶內美術館位於坂出市，專門收藏展示日本畫家東山魁夷的作品，開館於2005年。博物館臨海而建，在此可一覽瀨戶內海景色。四國村位於高松市郊區，是一個以自江戶時代至明治時代的民宅為主題的露天博物館，保存復原了日本各地的民居。

### 媒體
四國新聞是香川縣唯一的地方新聞，日發行量約20萬份，佔據香川縣六成的市場份額。香川縣內有NHK高松放送局、西日本放送、瀨戶內海放送三家電視台。由於香川縣和岡山縣共享一個電視收視區域，因此除了縣內的三家電視台之外，香川縣亦能收看岡山縣的岡山放送、山陽放送、瀨戶內電視台的節目。

### 體育
香川縣的職業體育俱樂部包括日本職業足球乙級聯賽球隊讚岐釜玉海、棒球四國島聯盟球隊香川橄欖勇士、籃球B聯賽球隊香川五箭。丸龜市綜合運動公園是香川縣最大的體育設施之一，擁有大型棒球場和足球場。

### 教育
香川大學是香川縣唯一的國立大學，成立於1949年。香川大學是一個擁有六個學院的綜合性大學，其中醫學院和農學院位於三木町，其他四個學院均位於高松市。香川縣還有香川縣立保健醫療大學一所公立大學，高松大學和四國學院大學兩所私立大學。德島文理大學在香川縣也設有校區。

## 交通

高松琴平電氣鐵道的路線圖

香川縣是四國鐵路交通的中心。四國旅客鐵道（JR四國）在香川縣內有連接愛媛、香川兩縣的予讚線；連接高知、香川兩縣的土讚線；連接高松、德島兩市的高德線；連接本州和四國的本四備讚線（瀨戶大橋線）四條鐵路路線。高松琴平電氣鐵道是香川縣唯一的私鐵公司，經營有琴平線、志度線、長尾線三條路線。香川縣的公路鋪裝率是日本第三，公路密度則是日本第四。香川縣內有高松自動車道和瀨戶中央自動車道兩條高速公路。琴電巴士是香川縣主要的巴士業者。
瀨戶內海自古水運就十分發達。香川縣有高松港和坂出港兩個重點港灣。其中高松港兼具客貨運機能，有眾多客運航線並且有四國最大規模的貨櫃碼頭。坂出港則主要是一座工業港。在瀨戶大橋通車前，香川縣的高松站與岡山縣的宇野站之間有火車渡輪宇高連絡船。渡輪現在仍然是小豆島等離島地區重要的交通手段。香川縣唯一的機場高松機場開業於1989年，前身是開業於1958年的舊高松機場。2016年度，高松機場年乘客數超過185萬人，創出新高。現在高松機場開通有前往羽田、成田、那霸、首爾、上海、香港、桃園的定期航線。

## 觀光

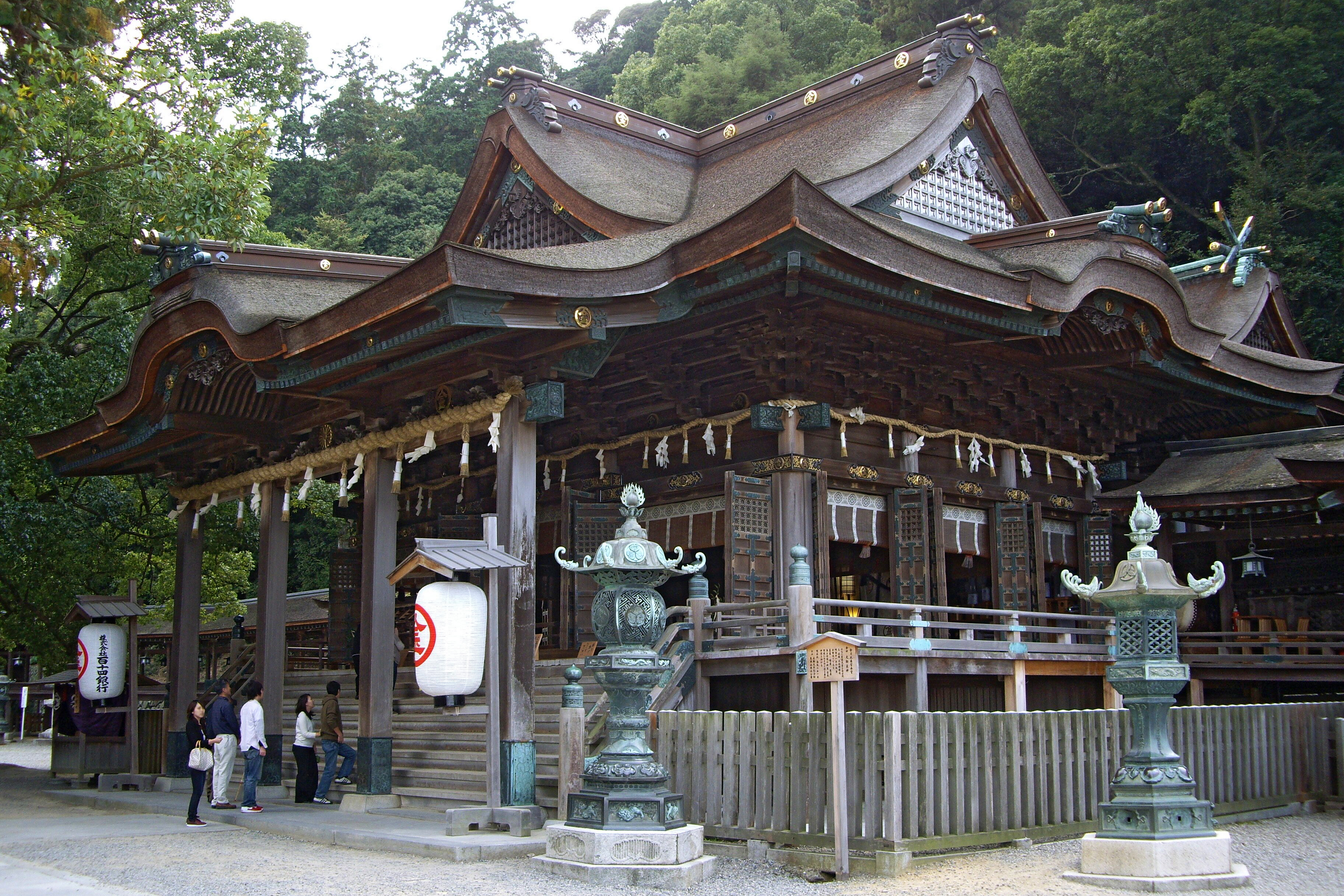
金刀比羅宮

香川縣人文觀光資源豐富。栗林公園位於高松市區南部，面積75公頃，被日本政府認定為特別名勝。栗林公園起源於16世紀後期時當地的豪族佐藤氏的庭園，此後經過了生駒氏和松平氏兩代高松統治者的擴建，成為高松藩的別邸。廢藩置縣之後，栗林公園交由政府管理並對公眾開放。現在栗林公園被公認為是日本庭園的最高傑作之一，獲得米其林指南的三星級肯定。在栗林公園的諸多景觀中，又以自外觀仿效富士山的飛來峰最為知名。高松城是日本三大水城之一，修築時充分利用了臨海這一地形特徵，護城河引海水進入，使軍艦可直接進入城內。現在雖然天守已不存在，但仍保存有天守台、月見櫓、艮櫓、水手御門、渡櫓等建築，是日本100名城之一。丸龜城的天守是日本12座現存天守之一，並且石垣高度也是日本之冠。丸龜市還有重要傳統的建造物群保存地區本島町笠島、中津万象園等景點。
香川縣擁有神谷神社本殿和本山寺兩座日本國寶建築。金刀比羅宮位於琴平町，是金毘羅信仰的中心。金刀比羅宮參道的階梯數多達785級，自江戶時代開始就參拜客眾多。觀音寺市的琴彈公園以錢形沙畫而著稱，被日本政府認定為名勝。香川縣的離島地區也有眾多觀光景點，瀨戶內國際藝術祭就在這些離島舉行。小豆島自然風景明媚，加上動漫擅長捉弄人的高木同學於境內的土庄町取景，更帶動了當地的人潮，目前境內有寒霞渓、天使之路、小豆島橄欖公園等景點。

## 外部連結
- 香川縣官方網站 （页面存档备份，存于） （日語）
- 香川縣觀光官網 （页面存档备份，存于） （繁體中文）（简体中文）（日語）（英文）（泰文）
- 香川縣特產品介紹入口網站 （页面存档备份，存于） （日語）
- 香川移住入口網站 （页面存档备份，存于） （日語）
- 維客旅行上的香川县 （页面存档备份，存于）（中文）
- OpenStreetMap上有關香川县的地理